# Tour de Bozel
Pour les articles homonymes, voir Tour Sarrazine.
La tour de Bozel, dite « Sarrasine » (parfois sarrazine) ou « Tour des Sarrasins », datée du XIIe siècle, est une tour associée à une maison forte, qui se dresse sur la commune de Bozel dans le département de la Savoie en région Auvergne-Rhône-Alpes.

## Nom
La tour est désignée localement sous le nom « Tour des Sarrasins » ou plus communément « Tour sarrasine »,,.
Le site de la mairie utilise la forme « Tour Sarrazine ».
Dans sa présentation historique (publiée en 1884), l'architecte et historien Étienne-Louis Borrel introduit sa notice sur la tour, appelée localement « Tour des Sarrasins », avec ce résumé « Les Sarrasins vinrent une première fois dans les Alpes vers 730, mais qu'ils ne firent qu'y passer. Ils y arrivèrent de nouveau vers 906, et, quelques années après, occupèrent les vallées des Alpes, surtout la Maurienne et la Tarentaise, où ils se maintinrent pendant environ un siècle. Bien que la légende, chez nos paysans, comme on le sait, attribue aux Sarrasins tous les faits et gestes des Romains, des Burgondes, des Wisigoths, des Huns, des Normands, etc., qui traversèrent ou occupèrent notre pays, comme ils ont construit une assez grande quantité de tours et de châteaux-forts dans les contrées qu'ils ont conquises et occupées, il pourrait bien se faire qu'ils eussent élevé, pendant leur occupation de notre pays, une tour sur l'emplacement de celle qui, aujourd'hui, porte leur nom, quoiqu'elle ait été édifiée longtemps après leur évacuation. »
Toutefois, cette tour n'a aucun lien avec les « incursions des Maures au Xe siècle » dits aussi Sarrasins,,.

## Situation
La tour est située dans le département français de la Savoie sur la commune de Bozel, sur la rive droite du torrent du Bonrieu, dans le bourg.

## Histoire

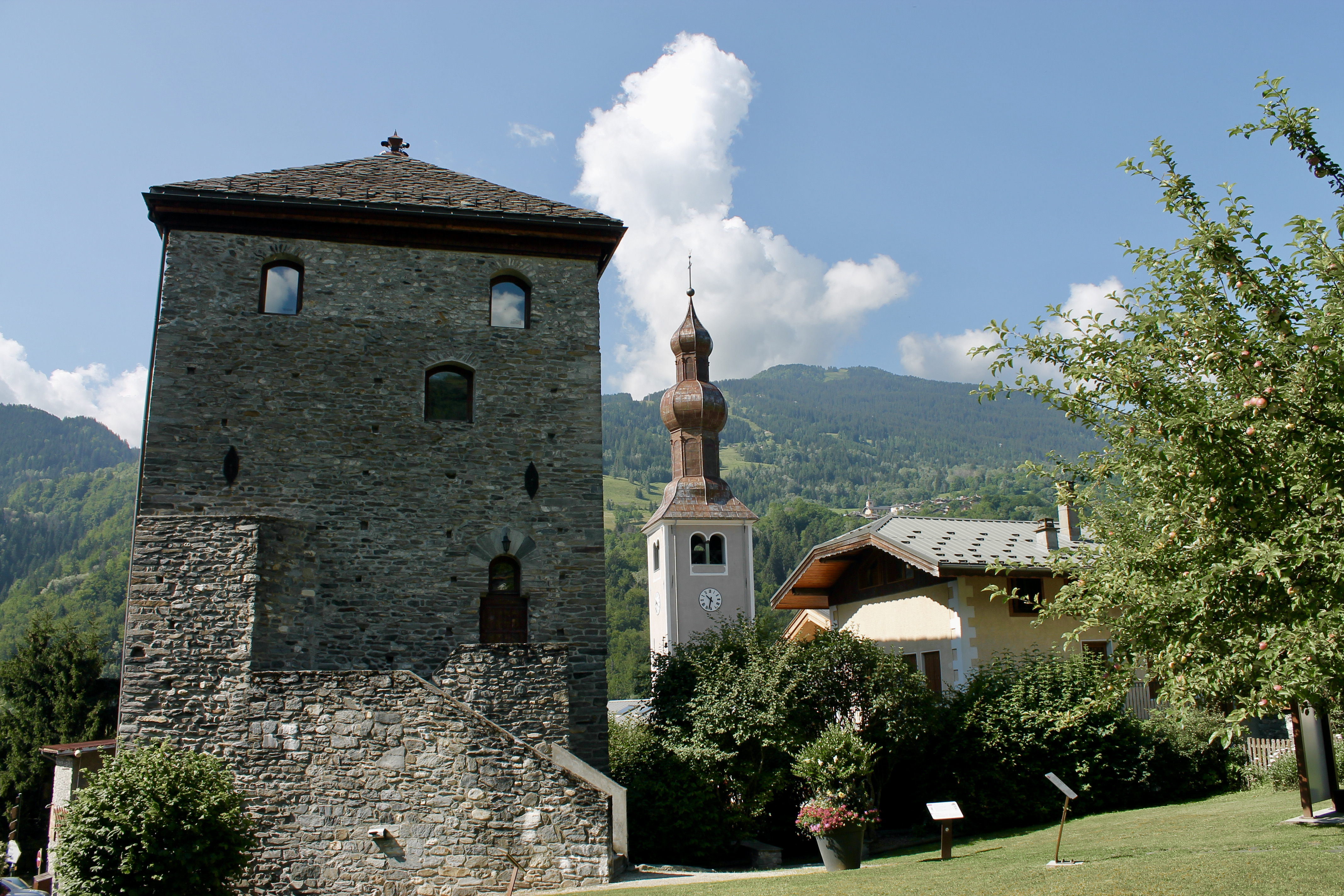
Tour dite « Sarrasine » et église Saint-François-de-Sales de Bozel.

La tour de Bozel remonterait, selon l'étude de la construction, notamment avec les arcs plein cintre des baies, au XIIe siècle,,. Elle permet la défense d'une maison forte.
L'église de Bozel (de Bozellis), selon une bulle papale de 1176, relève à cette période du pouvoir temporel de l'archevêque de Tarentaise,. Une bulle impériale datant de 1186 précise que l'archevêque possède toute autorité sur les vallées de Bozel et environnantes,.
La tour appartiendrait à l'origine à la famille Rouge, originaire du village et attestée depuis 1140. La famille est proche des archevêques de Tarentaise et des comtes de Savoie. Étienne-Louis Borrel indique « Cette tour a appartenu successivement à différentes familles nobles. Bozel en a compté plusieurs », notamment la famille Bozel, tandis que l'article de l'Histoire des communes (1982) indique « faute de documents, de démêler l'histoire de ces familles », qu'une famille noble, « ou plusieurs successivement, ont possédé le château dont il reste la tour ».
Au XIIIe siècle, le château de Bozel semble avoir été édifié. Les documents mentionnent la famille noble du Verger ou du Vergier de Bozel, qui possédait une maison forte avec tour, in angulo villae Bozellarum,,,.
En 1353, Jean du Vergier vend à l'archevêque de Tarentaise l'ensemble de ses droits qu'il possède dans les alpages de la vallée de Bozel, puis un descendant Jacques du Verger vend au siècle suivant, en 1439, à l'archevêque « le droit de juridiction sur certains hommes de la vallée de Bozel ». L'archevêque de Tarentaise avait acquis, en 1406, de noble François Sécalcy (ou Séchal) son domaine et ses droits de juridiction dans la vallée de Bozel. Les nobles Séchal ou Sécalcy, seigneurs du Bois, avaient obtenu des biens par l'intermédiaire des archevêques.
Au cours des siècles suivants (XVe et XVIe siècles), selon Hudry (1982), d'autres familles nobles s'installent à Bozel, notamment les Provence ou encore les du Verger. Les du Verger sont originaires de Grand-Cœur, en Basse-Tarentaise, et une branche cadette possédait une maison avec tour à Bozel.
La tour est endommagée, en 1630, par une crue du Bonrieu qui inonde l'étage inférieur. Elle sera réparée en 1715, après avoir été occupée.

## Description de la tour

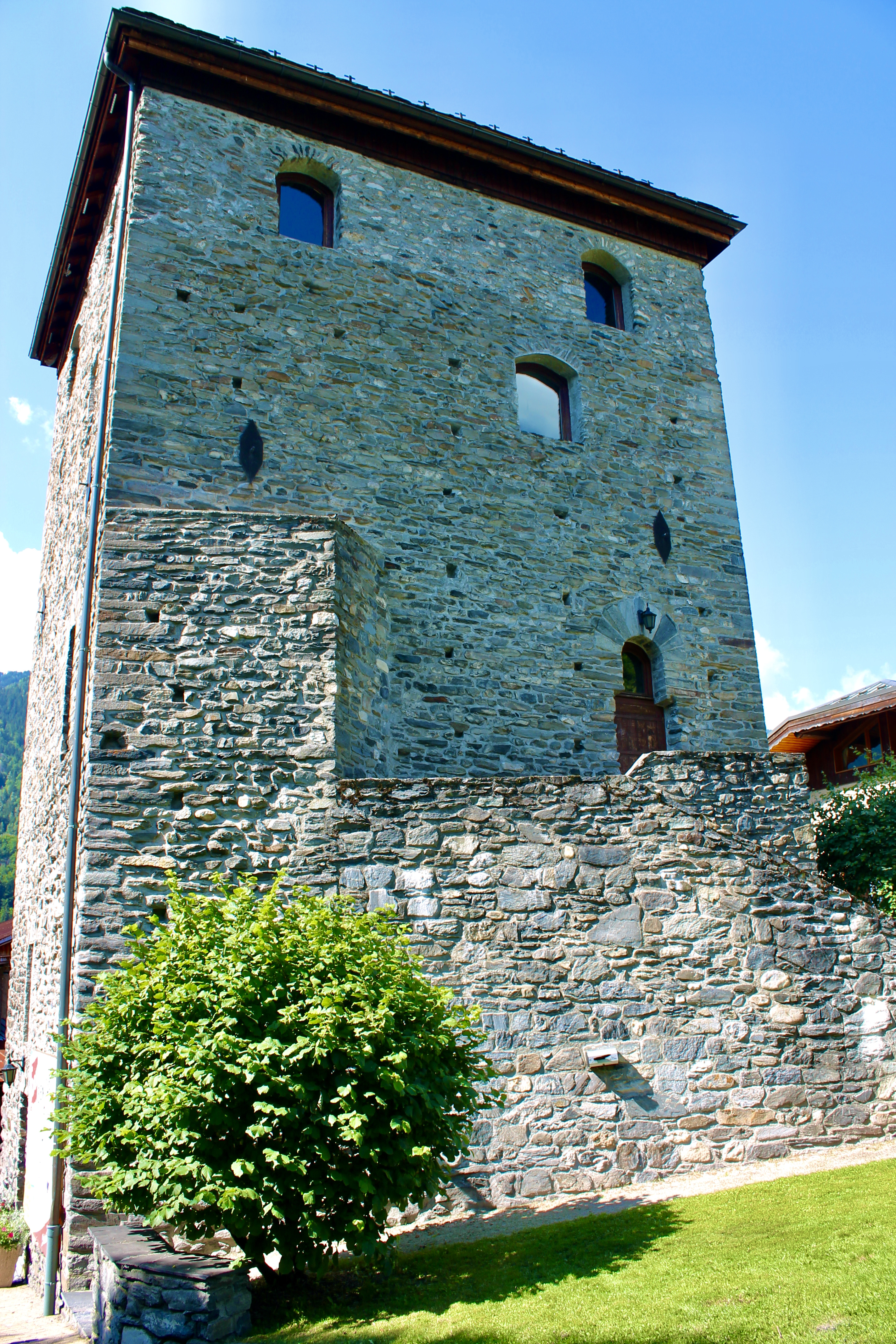
Tour de Bozel, dite « Sarrasine ».

La tour, de forme barlongue, de 9,70 × 8,20 mètres de côté hors œuvre, a des murs épais de 2,15 mètres à sa base, et sa méthode de construction l'a fait remonter à la fin du XIIe siècle. La tour s'élève sur quatre niveaux, un rez-de-chaussée et trois étages, séparés par des planchers, posés en retrait sur le mur. On accédait à la tour, côté est, au niveau du premier étage, par une porte située à 4 mètres au-dessus du sol.
La tour est érigée en petits moellons bruts noyés « dans un mortier fait de chaux et de sable ; les angles, les pieds-droits et les arcs des baies sont en moellons réguliers. »
Le rez-de-chaussée, comme les deux premiers étages, sont percés d'archères à niche et double coussièges (XIIIe siècle ?). Le dernier niveau est éclairé par huit ouvertures en plein cintre et possède une petite salle, chauffée par un poêle, faisant office de cabinet de travail.

## Musée
La tour accueille un espace muséographique communal : « Tour Sarrazine, musée ».
Entièrement réhabilitée, elle abrite une exposition permanente retraçant la vie de la vallée de Bozel du néolithique à nos jours ainsi que des expositions temporaires.